# 386 (szám)
A 386 (római számmal: CCCLXXXVI) egy természetes szám, félprím, a 2 és a 193 szorzata.

## A szám a matematikában
A tízes számrendszerbeli 386-os a kettes számrendszerben 110000010, a nyolcas számrendszerben 602, a tizenhatos számrendszerben 182 alakban írható fel.
A 386 páros szám, összetett szám, azon belül félprím, kanonikus alakban a 21 · 1931 szorzattal, normálalakban a 3,86 · 102 szorzattal írható fel. Négy osztója van a természetes számok halmazán, ezek növekvő sorrendben: 1, 2, 193 és 386.
Középpontos hétszögszám.
A 386 négyzete 148 996, köbe 57 512 456, négyzetgyöke 19,64688, köbgyöke 7,28108, reciproka 0,0025907. A 386 egység sugarú kör kerülete 2425,30953 egység, területe 468 084,73901 területegység; a 386 egység sugarú gömb térfogata 240 907 612,3 térfogategység.